# Delta Dunării

Das Danaudelta auf einem Satellitenfoto

Das Fauna-Flora-Habitat-Gebiet Delta Dunării (deutsch: Donaudelta) liegt auf dem Gebiet der Kreise Tulcea und Constanța in Rumänien. Das 4.536 km² große Schutzgebiet umfasst den rumänischen Teil des Donaudeltas.
Das Gebiet grenzt im Osten an des FFH-Gebiet Delta Dunării - zona marină, welches die dem Donaudelta vorgelagerte Meeresfläche des Schwarzen Meeres umfasst. Zudem überschneidet es sich großflächig mit dem europäischen Vogelschutzgebiet Delta Dunării și Complexul Razim - Sinoie.
Delta Dunării ist das größte der rumänischen FFH-Gebiete. Es wurde 2007 gemeldet, 2009 von der EU-Kommission als Gebiet von gemeinschaftlicher Bedeutung (SCI) anerkannt. Eine Ausweisung als Spezielles Erhaltungsgebiet (SAC) steht noch aus.

## Schutzzweck
Folgende Lebensraumtypen nach Anhang I der FFH-Richtlinie kommen im Gebiet vor:
| EU Code | * | Lebensraumtyp (offizielle Bezeichnung)                                                                                           | Fläche  |
| ------- | - | --- | ------- |
| 1150    | * | Lagunen des Küstenraumes (Strandseen)                                                                                            | 14.36   |
| 1210    |   | Einjährige Spülsäume | 57.83   |
| 1310    |   | Pioniervegetation mit Salicornia und anderen einjährigen Arten auf Schlamm und Sand (Quellerwatt)                                | 3071.56 |
| 1410    |   | Mediterrane Salzwiesen (Juncetalia maritimi)                                                                                     | 3231.61 |
| 1530    | * | Pannonische Salzsteppen und Salzwiesen                                                                                           | 134.87  |
| 2110    |   | Primärdünen | 857.23  |
| 2130    | * | Festliegende Küstendünen mit krautiger Vegetation (Graudünen)                                                                    | 1355.58 |
| 2160    |   | Dünen mit Hippophaë rhamnoides                                                                                                   | 125.7   |
| 2190    |   | Feuchte Dünentäler |         |
| 3130    |   | Oligo- bis mesotrophe stehende Gewässer mit Vegetation der Littorelletea uniflorae und/oder der Isoëto-Nanojuncetea              |         |
| 3140    |   | Oligo- bis mesotrophe kalkhaltige Gewässer mit benthischer Vegetation aus Armleuchteralgen                                       |         |
| 3150    |   | Natürliche eutrophe Seen mit einer Vegetation des Magnopotamions oder Hydrocharitions                                            |         |
| 3160    |   | Dystrophe Seen und Teiche |         |
| 3260    |   | Flüsse der planaren bis montanen Stufe mit Vegetation des Ranunculion fluitantis und des Callitricho-Batrachion                  |         |
| 3270    |   | Flüsse mit Schlammbänken mit Vegetation des Chenopodion rubri p.p. und des Bidention p.p.                                        |         |
| 40C0    | * | Pontisch-sarmatische sommergrüne Gebüsche                                                                                        |         |
| 6120    | * | Pontisch-sarmatische sommergrüne Gebüsche                                                                                        |         |
| 62C0    | * | Pontisch-sarmatische Steppen |         |
| 6410    |   | Pfeifengraswiesen auf kalkreichem Boden, torfigen und tonig-schluffigen Böden (Molinion caeruleae)                               |         |
| 6420    |   | Mediterranes Feuchtgrünland mit Hochstauden des Molinio-Holoschoenion                                                            |         |
| 6430    |   | Feuchte Hochstaudenfluren der planaren und montanen bis alpinen Stufe                                                            |         |
| 6440    |   | Brenndolden-Auenwiesen (Cnidion dubii)                                                                                           |         |
| 6510    |   | Magere Flachland-Mähwiesen (Alopecurus pratensis, Sanguisorba officinalis)                                                       |         |
| 7210    | * | Kalkreiche Niedermoore mit Cladium mariscus und Arten von Caricion davallianae                                                   |         |
| 91AA    | * | Östliche Flaumeichenwälder |         |
| 91F0    |   | Hartholzauewälder mit Quercus robur, Ulmus laevis, Ulmus minor, Fraxinus excelsior oder Fraxinus angustifolia (Ulmenion minoris) |         |
| 92A0    |   | Galeriewald mit Salix alba und Populus alba                                                                                      |         |
| 92D0    |   | Mediterrane Galeriewälder und flussbegleitende Gebüsche (Nerio-Tamaricetea und Securinegion tinctoriae)                          |         |

### Arteninventar
Folgende Arten von gemeinschaftlichem Interesse sind für das Gebiet gemeldet (Prioritäre Arten sind mit * gekennzeichnet):
| EU Code | * | Art                                   | wissenschaftlicher Name               | Artengruppe           |
| ------- | - | ------------------------------------- | ------------------------------------- | --------------------- |
| 1188    |   | Rotbauchunke                          | Bombina bombina                       | Amphibien             |
| 1993    |   | Donau-Kammmolch                       | Triturus dobrogicus                   | Amphibien             |
| 4125    |   |                                       | Alosa immaculata                      | Fische und Rundmäuler |
| 4127    |   |                                       | Alosa tanaica                         | Fische und Rundmäuler |
| 1130    |   | Rapfen                                | Aspius aspius                         | Fische und Rundmäuler |
| 6963    |   | Steinbeißer                           | Cobitis taenia-Komplex                | Fische und Rundmäuler |
| 2555    |   | Donaukaulbarsch                       | Gymnocephalus baloni                  | Fische und Rundmäuler |
| 1157    |   | Schrätzer                             | Gymnocephalus schraetzer              | Fische und Rundmäuler |
| 1145    |   | Schlammpeitzger                       | Misgurnus fossilis                    | Fische und Rundmäuler |
| 2522    |   | Ziege                                 | Pelecus cultratus                     | Fische und Rundmäuler |
| 5339    |   | Bitterling                            | Rhodeus amarus                        | Fische und Rundmäuler |
| 6143    |   | Kesslers Gründling                    | Romanogobio kesslerii                 | Fische und Rundmäuler |
| 5329    |   | Weißflossen-Gründling                 | Romanogobio vladykovi                 | Fische und Rundmäuler |
| 5347    |   |                                       | Sabanejewia bulgarica                 | Fische und Rundmäuler |
| 2011    |   | Europäischer Hundsfisch               | Umbra krameri                         | Fische und Rundmäuler |
| 1160    | * | Streber                               | Zingel streber                        | Fische und Rundmäuler |
| 1159    | * | Zingel                                | Zingel zingel                         | Fische und Rundmäuler |
| 4056    |   | Zierliche Tellerschnecke              | Anisus vorticulus                     | Schnecken             |
| 4027    |   |                                       | Arytrura musculus                     | Schmetterlinge        |
| 4028    |   |                                       | Catopta thrips                        | Schmetterlinge        |
| 4045    |   | Vogel-Azurjungfer                     | Coenagrion ornatum                    | Libellen              |
| 1082    |   | Schmalbindiger Breitflügel-Tauchkäfer | Graphoderus bilineatus                | Käfer                 |
| 1060    |   | Großer Feuerfalter                    | Lycaena dispar                        | Schmetterlinge        |
| 6908    |   | Trauerbock                            | Morimus asper funereus                | Käfer                 |
| 1037    |   | Grüne Flussjungfer                    | Ophiogomphus cecilia                  | Libellen              |
| 1337    |   | Biber                                 | Castor fiber                          | Säugetiere            |
| 1355    |   | Fischotter                            | Lutra lutra                           | Säugetiere            |
| 2609    |   | Rumänischer Hamster                   | Mesocricetus newtoni                  | Säugetiere            |
| 2633    |   | Steppeniltis                          | Mustela eversmanii                    | Säugetiere            |
| 1356    | * | Europäischer Nerz                     | Mustela lutreola                      | Säugetiere            |
| 1335    |   | Europäischer Ziesel                   | Spermophilus citellus                 | Säugetiere            |
| 2635    |   | Tigeriltis                            | Vormela peregusna                     | Säugetiere            |
| 1516    |   | Wasserfalle                           | Aldrovanda vesiculosa                 | Pflanzen              |
| 2253    |   |                                       | Centaurea jankae                      | Pflanzen              |
| 2255    |   |                                       | Centaurea pontica                     | Pflanzen              |
| 1428    |   | Kleefarn                              | Marsilea quadrifolia                  | Pflanzen              |
| 6948    |   |                                       | Pontechium maculatum subsp. maculatum | Pflanzen              |
| 1220    |   | Europäische Sumpfschildkröte          | Emys orbicularis                      | Reptilien             |
| 1219    |   | Maurische Landschildkröte             | Testudo graeca                        | Reptilien             |
| 1298    |   | Wiesenotter                           | Vipera ursinii                        | Reptilien             |